# Domenico Losurdo
Domenico Losurdo, född 14 november 1941 i Sannicandro di Bari i Apulien, död 28 juni 2018, var en italiensk filosof, politisk historiker och marxistisk intellektuell. Han undervisade i filosofins historia vid universitetet i Urbino.

## Tankar
Domenico Losurdo inriktade sig på Kants och Marx klassiska tyska politiska historia och den debatt som utvecklades ur denna i Tyskland under andra hälften av 1800- och under 1900-talet, och går därefter vidare med en omläsning av liberalismens tradition.

### Kritik av begreppet totalitarism
Utgående från vad Hannah Arendt fastslår i Totalitarismens ursprung menade Domenico Losurdo att det verkliga syndafallet har sitt ursprung i det sena 1800-talets kolonialism präglad av expansion och utsugning rättfärdigad av en socialdarwinistisk rassyn, där för första gången i historien totalitarismen, med folkfördrivning och koncentrationsläger, framträder.
Losurdo kritiserar dock begreppet totalitarism hos Hannah Arendt. Han anser det vara ett mångtydigt begrepp och att göra ett politiskt koncept av det visar på ett abstrakt schematiserande som leder till att historiska fakta isoleras för att skapa en underförstådd jämförelse mellan de fascistiska regimerna i t.ex. Italien under Mussolini och Tyskland under Hitler å ena sidan och Sovjetunionen å den andra. Detta till förmån för den antikommunism som dominerade inom västmakterna under kalla kriget och till förfång för en autentisk intellektuell avvägning.
För Losurdo finns alltså rötterna till fascism och nazism snarare i västerlandets kolonialism och imperialism, som för första gången i historien begått administrerade folkmord och utövat politisk kontroll över hela folk. Rasism och antisemitism, däri inbegripet slaveriet och segregationen i USA och Ku Klux Klan, menade Losurdo har haft stort inflytande på de nazistiska ledarna.

### Omläsning av liberalismens traditioner
I sin Liberalismens mothistoria hävdar Losurdo att 1800-talets liberalism i sina grunddrag är en herrefolksfilosofi som i sin frihetslära uteslutit arbetare, slavar och folken i kolonierna. 1800-talsliberaler som Alexis de Tocqueville och Benjamin Constant upprättade en skarp gräns mellan besuttna och obesuttna. De  industrislavar som var underkastade det manuella arbetet var i avsaknad av "ledighet" (otium) - själva villkoret för bildning och kultivering – och kunde  inte anförtros intellektuella uppgifter och politiska rättigheter.
Losurdo medger dock att liberalismen lämnat två stora förtjänster i arv: 
maktbegränsning och marknadskonkurrens (ett post-kapitalistiskt samhälle kan inte komma till stånd utan någon form av konkurrens under en ganska lång tid framöver).

### Förintelsen och förintelser
Losurdo anser inte Förintelsen av judarna vara en händelse utan motstycke. Han medger att den är ”särskilt tragisk”, men att anse Förintelsen som utan motstycke är enligt Losurdo att förlora det historiska perspektivet och glömma t.ex. den förintelse av indianer som begicks i Amerika genom deportation hela tiden allt längre mot väster.

### Kritik av begreppet Stalinism
Losurdos arbete om Josef Stalin  handlar om bilden av Stalin och det rör sig varken om en biografi eller en politisk historia om det system (stalinism) dennes namn förknippas med. Det är inte den politiska regimen under Stalin i Sovjetunionen som framhävs, utan den snarare positiva bilden av statsmannen i världen, som tog slut med Chrusjtjovs rapport under den tjugonde partikongressen, då ”guden störtades ner i helvetet”. 
Denna skrift möttes med mycken kritik, inte minst i det egna politiska lägret.

## Publikationer
På italienska
- La comunità, la morte, l’Occidente. Heidegger e l’« ideologia della guerra », Bollati Boringhieri, Turin, 1991, 2001.
- Hegel e la libertà dei moderni, Editori Riuniti, Rome, 1992, 1999.
- Democrazia o bonapartismo. Trionfo e decadenza del suffragio universale, Bollati Boringhieri, Turin, 1993, 2001.
- La Seconda Repubblica. Liberismo, federalismo, postfascismo, Bollati Boringhieri, Turin, 1994.
- Marx e il bilancio storico del Novecento, Bibliotheca, Rome 1993, et Utopia e stato d’eccezione. Sull’esperienza storica del “socialismo reale”, Laboratorio politico, Naples, 1996.
- Il revisionismo storico. Problemi e miti, Roma-Bari, Laterza, 1996. ISBN 88-420-5095-4.
- Hegel e la Germania. Filosofia e questione nazionale tra rivoluzione e reazione, Guerini (Italian Institute of Philosophical Studies), Milan, 1997.
- Civiltà, barbarie e storia mondiale : rileggendo Lenin, in R. Giacobini & D. Losurdo (éd.), Lenin e il Novecento, La Città del Sole (Italian Institute of Philosphical Studies), Naples, 1997.
- Antonio Gramsci dal liberalismo al « comunismo critico », Gamberetti, Rome, 1997.
- Il peccato originale del Novecento, Roma-Bari, Laterza, 1998. ISBN 88-420-5660-X.
- Introduzione e Nota biografica, in K. Marx, F. Engels, Manifesto del partito comunista, édité par D. Losurdo, Laterza, Rome-Bari, 1999, p. VII-LXXIII.
- La sinistra, la Cina e l’imperialismo, in Per la critica dell’ideologia borghese, Domenico Losurdo (dir.), n° 1, La Città del Sole, Naples, 1999.
- Ipocondria dell’impolitico. La critica di Hegel ieri e oggi, Milella, Lecce, 2001.
- « Destra » e « sinistra hegeliana » tra logica-metafisca e questione sociale, in F. Fanizza & M. Signore (éd.), coll. « Filosofia in dialogo », Pellicani, Rome, 1998, p. 311-28.
- Nietzsche, il ribelle aristocratico. Biografia intellettuale e bilancio critico, Bollati Boringhieri, Turin, 2002, 2004.
- Fuga dalla storia? La rivoluzione russa e la rivoluzione cinese oggi, La Città del Sole, Naples, 2005.
- Controstoria del liberalismo, Laterza, Rome-Bari, 2005, 2006.
- Il linguaggio dell’Impero. Lessico dell’ideologia americana, Laterza, Rome-Bari, 2007.
- Autocensura e compromesso nel pensiero politico di Kant, Bibliopolis (Italian Institute of Philosophical Studies), Naples, 1983, 2007.
- Stalin, Storia e critica di una leggenda nera, Carocci, Milan, 2008.
- Paradigmi e fatti normativi. Tra etica, diritto e politica, con altri, Perugia, Morlacchi, 2008. ISBN 9788860742247.
- La non-violenza. Una storia fuori dal mito, Roma-Bari, Laterza, 2010. ISBN 9788842092469.

På franska
- Hegel et les libéraux, PUF, Paris, 1992
- Hegel et la catastrophe allemande, Albin Michel, Paris, 1994
- Heidegger et l'idéologie de la guerre, PUF, Paris 1998
- Autocensure et compromis dans la pensée politique de Kant, Septentrion, 248p., 1998
- Démocratie ou bonapartisme - Triomphe et décadence du suffrage universel 2005
- Le révisionnisme en histoire -Problèmes et mythes Éditions Albin Michel 2006
- Gramsci - Du libéralisme au « communisme critique Éditions Syllepse 2005
- Le péché originel du XXe siècle Éditions Aden 2007
- Fuir l'histoire ? - La révolution russe et la révolution chinoise aujourd'huiÉditions Delga 2007
- Nietzsche philosophe réactionnaire - Pour une biographie politique Éditions Delga 2008
- Staline - Histoire et critique d'une légende noire Éditions Aden 2011
- Contre histoire du libéralisme La Découverte 2013
- Le Langage de l'Empire - Lexique de l'idéologie étatsunienneÉditions Delga 2013

På engelska
- Heidegger and the Ideology of War, Amherst, Humanity Books, 2001
- Hegel and the Freedom of Moderns, Durham and London, Duke University Press, 2004
- Liberalism A Counter-History, London, Verso, 2011

På tyska
- Hegel und das deutsche Erbe. Philosophie und nationale Frage zwischen Revolution und Reaktion, Köln, 1989
- Immanuel Kant - Freiheit, Recht und Revolution, Köln 1987.
- Philosophie als Verteidigung des Ganzen der Vernunft, Köln 1988.
- Hegel und das deutsche Erbe, Köln 1989.
- Fichte - die Französische Revolution und das Ideal vom ewigen Frieden, Berlin 1991.
- Zwischen Hegel und Bismarck, Berlin 1993.
- Die Gemeinschaft, der Tod, das Abendland. Heidegger und die Kriegsideologie, Metzler, Stuttgart  1995.
- Geschichtsphilosophie und Ethik, Frankfurt 1998.
- Flucht aus der Geschichte? Essen 2000.
- Hegel und die Freiheit der Modernen, Frankfurt 2000.
- Der Marxismus Antonio Gramscis, Hamburg 2000 (vollständige Neuausgabe 2012).
- Die Linke, China und der Imperialismus, Essen 2000.
- (mit Erwin Marquit) Zur Geschichte der kommunistischen Bewegung, Essen 2005.
- Kampf um die Geschichte. Der historische Revisionismus und seine Mythen Papyrossa, Köln 2007.
- Demokratie oder Bonapartismus : Triumph und Niedergang des allgemeinen Wahlrechts ebd. 2008.
- Nietzsche, der aristokratische Rebell. Intellektuelle Biographie und kritische Bilanz. Argument, Hamburg 2009.
- Freiheit als Privileg. Eine Gegengeschichte des Liberalismus. Übersetzt von Hermann Kopp. Papyrossa, Köln 2010.
- Die Deutschen. Sonderweg eines unverbesserlichen Volkes? Berlin 2010. ISBN 978-3-89706-415-7. * Stalin. Geschichte und Kritik einer schwarzen Legende. Mit einem Essay von Luciano Canfora, Papyrossa, Köln 2012.

På svenska
- Liberalismen : en kontrahistoria. Gerundium, 2022.